# Leopold Lindtberg
Leopold Lemberger, connu sous le nom de scène Leopold Lindtberg, (né le 1er juin 1902 à Vienne en Autriche-Hongrie (maintenant Autriche) et mort le 18 avril 1984  à Sils-Maria en Suisse) est un réalisateur suisse.

## Biographie
Né à Vienne en 1902, il fait tout d'abord une carrière d'acteur à partir de 1924 et de metteur en scène de théâtre à partir de 1928, avant de se consacrer au cinéma.
Leopold Lindtberg a eu deux filles: Susanne et Bettina Lindtberg .
Il fut membre du jury du Festival de Cannes en 1955.

## Filmographie partielle

### Réalisateur
- 1932 : Wenn zwei sich streiten (court métrage)
- 1935 : Ja sooo!
- 1938 : Le Fusilier Wipf (Füsilier Wipf) coréalisé avec Hermann Haller
- 1939 : L'Inspecteur Studer (Wachtmeister Studer)
- 1939 : Der schönste Tag meines Lebens (court métrage documentaire)
- 1941 : Landammann Stauffacher
- 1942 : Le Coup de feu dans l'église (Der Schuss von der Kanzel)
- 1944 : Marie-Louise
- 1945 : La Dernière Chance (Die Letzte Chance)
- 1947 : Meurtre à l'asile (Matto regiert)
- 1949 : Swiss Tour
- 1951 : Quatre dans une jeep (Die Vier im Jeep) coréalisé avec Elizabeth Montagu
- 1953 : Le Village près du ciel (Sie fanden eine Heimat)

## Distinctions
- 1946 : grand prix au Festival de Cannes pour La Dernière Chance
- 1951 : Ours d'or au Festival de Berlin pour Quatre dans une jeep